# 渡辺喜八郎
渡邊 喜八郎（わたなべ きはちろう、1922年2月10日 - 2006年11月26日）は、日本の実業家、馬主。物流業・運輸業を手掛ける東江運輸株式会社の創業者。馬主登録上の表記は渡辺 喜八郎。

## 経歴
1951年11月1日、東京都江東区に東江運輸株式会社を創業、以降運輸・物流業に従事した。
2006年11月26日、胃がんのため死去。84歳没。

## 馬主活動

渡辺の勝負服

日本中央競馬会（JRA）に登録していた馬主として知られた。勝負服の柄は黄、緑一本輪、袖緑三本輪、冠名には「トウコウ」を用いたが、冠名のない所有馬もいる。なお、同じく馬主である長男の隆は、当時は黄、青一本輪、赤袖の柄の勝負服を使用し、冠名も用いなかった。

### 来歴
- 1968年 - 馬主資格取得[5]。その後初めて所有したイズミトウコウが計7勝を挙げた[5]。
- 1972年 - ノボルトウコウがスプリンターズステークスを制し、重賞初制覇。
- 1974年 - トウコウエルザが優駿牝馬を制し、八大競走初制覇。

## 主な所有馬

### 八大競走優勝馬
- トウコウエルザ（1974年優駿牝馬、クイーンステークス、ビクトリアカップ、1975年天皇賞・秋3着）
- プレストウコウ（1977年NHK杯、京都新聞杯、セントライト記念、菊花賞、1978年毎日王冠、天皇賞・秋2着）

### 重賞競走優勝馬
- ノボルトウコウ（1972年スプリンターズステークス、1974年小倉大賞典、関屋記念、福島記念、1975年七夕賞）
- ホスピタリテイ（1981年青雲賞、1982年セントライト記念、京浜盃、黒潮盃、羽田盃）
- キリノトウコウ（1987年クリスタルカップ）
- アイビートウコウ（1989年ダービー卿チャレンジトロフィー）
- ワカタイショウ（1990年中山大障害・秋）